# Силва, Жеан
Жа́ксон Жеа́н да Си́лва (порт.-браз. Jackson Jean da Silva; род. 13 декабря 1996 год, Фос-ду-Игуасу, Парана, Бразилия) — бразильский боец смешанных единоборств, выступающий под эгидой UFC в полулёгкой и лёгкой весовых категориях. Занимает 10 строчку официального рейтинга UFC в полулёгком весе.

## Карьера в смешанных единоборствах

### Претендентская серия Дэйны Уайта
Силва принял участие 7-м сезоне Претендентской серии Дэйны Уайта и 5 сентября 2023 года он выиграл единогласным решением у аргентинца Кевина Вальехоса.

### Ultimate Fighting Championship
Силва дебютировал на турнире UFC Fight Night: Анкалаев vs. Уокер 2 с победой над Вестином Уилсоном техническим нокаутом.
29 июня 2024 года на UFC 303 Силва встретился с канадцем Шарлем Журденом, Силва отправил в нокаут Журдена апперкотом во 2-м раунде.
Буквально за несколько дней до турнира UFC on ESPN: Намаюнас vs. Кортес стало известно, что Силва выйдет на замену выбывшего соперника на бой против Дрю Добера. Бой дошёл до 3-го раунда и был остановлен врачом из-за рассечения у Добера, тем самым Силва одерживает третью победу кряду и зарабатывает свой первый бонус «Лучший бой вечера», позже стало известно, что Силва получил переломы на обеих руках во время боя.
23 февраля 2025 года на турнире UFC Fight Night: Сехудо vs. Сун Силва встретился с Мелсиком Багдасаряном. Силва нокаутировал Багдасаряна в 1 раунде, и получил свой первый бонус «Выступление вечера».
12 апреля 2025 года на турнире UFC 314 Силва встретился с 13 номером рейтинга Брайсом Митчеллом. Силва задушил Брайса удушающим приемом «Ниндзя» во 2-м раунде и получил свой второй бонус «Выступление вечера».

## Титулы и достижения

### Ultimate Fighting Championship
- «Выступление вечера» (дважды) против: Мелсика Багдасаряна и Брайса Митчелла;
- «Бой вечера» (один раз) против:  Дрю Добера.

## Статистика в профессиональном ММА
| Боёв 18  | Побед 16 | Поражений 2 |
| -------- | -------- | ----------- |
| Нокаутом | 12       | 0           |
| Сдачей   | 3        | 0           |
| Решением | 1        | 2           |

| Результат | Рекорд | Соперник          | Способ                                      | Турнир                                     | Дата            | Раунд | Время | Место                        | Примечание                                                                                      |
| --------- | ------ | ----------------- | ------------------------------------------- | ------------------------------------------ | --------------- | ----- | ----- | ---------------------------- | ----------------------------------------------------------------------------------------------- |
| Победа    | 16-2   | Брайс Митчелл     | Сдача (удушение ниндзя)                     | UFC 314                                    | 12 апреля 2025  | 2     | 3:52  | Майами, Флорида, США         | «Выступление вечера» (2)                                                                        |
| Победа    | 15-2   | Мелсик Багдасарян | Технический нокаут (удары руками и локтями) | UFC Fight Night: Сехудо vs. Сун            | 23 февраля 2025 | 1     | 4:15  | Сиэтл, Вашингтон, США        | Вовзращение в полулёгкий вес. «Выступление вечера» (1)                                          |
| Победа    | 14-2   | Дрю Добер         | Технический нокаут (остановка доктором)     | UFC on ESPN: Намаюнас vs. Кортес           | 13 июля 2024    | 3     | 1:28  | Денвер, Колорадо, США        | Возвращение в лёгкий вес. «Бой вечера» (1)                                                      |
| Победа    | 13-2   | Шарль Журден      | Нокаут (апперкот)                           | UFC 303                                    | 29 июня 2024    | 2     | 1:22  | Лас-Вегас, Невада, США       | Бой в промежуточном весе (147,5 фунтов), Силва не уложился в лимит полулёгкой весовой категории |
| Победа    | 12-2   | Вестин Уилсон     | Технический нокаут (удары)                  | UFC Fight Night: Анкалаев vs. Уокер 2      | 13 января 2024  | 1     | 4:12  | Лас-Вегас, Невада, США       | Дебют в UFC                                                                                     |
| Победа    | 11-2   | Кевин Вальехос    | Единогласное решение                        | Dana White’s Contender Series 2023: Week 5 | 5 сентября 2023 | 3     | 3:10  | Лас-Вегас, Невада, США       | Вернулся в полулегкий вес                                                                       |
| Победа    | 10-2   | Шахин Наджафи     | Технический нокаут (остановка врачом)       | Spartacus Fight Event 34                   | 25 марта 2023   | 1     | 2:15  | Сан-Паулу, Бразилия          | Дебют в лёгком весе                                                                             |
| Победа    | 9-2    | Валдемир Кардосу  | Нокаут (удар)                               | Spartacus Fight Event 28                   | 4 февраля 2023  | 1     | 2:59  | Сан-Паулу, Бразилия          |                                                                                                 |
| Победа    | 8-2    | Тиагу Соуза       | Сдача (удушение гильотиной)                 | RFA Fight 1                                | 8 августа 2021  | 1     | 0:50  | Флорианополис, Бразилия      |                                                                                                 |
| Победа    | 7-2    | Адриану Соуза     | Нокаут (удар)                               | Road to Future 1                           | 27 июня 2021    | 1     | 4:22  | Сан-Паулу, Бразилия          |                                                                                                 |
| Победа    | 6-2    | Тамирай Ласерда   | Нокаут (удар)                               | Cidade da Luta 5                           | 8 марта 2020    | 1     | 4:28  | Куритиба, Бразилия           |                                                                                                 |
| Победа    | 5-2    | Энрики Сантус     | Сдача (удушение гильотиной)                 | MTK MMA Brasil 1                           | 27 апреля 2019  | 1     | 3:21  | Пальоса, Бразилия            |                                                                                                 |
| Победа    | 4-2    | Мунис Мартинс     | Технический нокаут (удары)                  | MF Fighters 1                              | 10 ноября 2018  | 1     | 2:10  | Сан-Паулу, Бразилия          |                                                                                                 |
| Поражение | 3-2    | Габриэл Шлупп     | Единогласное решение                        | São José Super Fight                       | 21 апреля 2018  | 3     | 5:00  | Сан-Жозе, Бразилия           | Дебют в полулёгком весе                                                                         |
| Победа    | 3-1    | Лукас Разалкевич  | Технический нокаут (остановка доктором)     | Blackout FC 5                              | 16 декабря 2017 | 2     | 3:43  | Балнеариу-Камбориу, Бразилия |                                                                                                 |
| Поражение | 2-1    | Педру Энрики      | Раздельное решение                          | Aspera FC 52                               | 21 мая 2017     | 3     | 5:00  | Блуменау, Бразилия           |                                                                                                 |
| Победа    | 2-0    | Андерсон Ренан    | Технический нокаут (удары)                  | Aspera FC 50                               | 18 марта 2017   | 2     | 3:11  | Сан-Жозе, Бразилия           | Дебют в легчайшем весе                                                                          |
| Победа    | 1-0    | Лорензу Родригес  | Нокаут (удар)                               | Aspera FC 48                               | 19 ноября 2016  | 1     | 0:15  | Сан-Жозе, Бразилия           | Бой в промежуточном весе (141 фунт)                                                             |